# Claro TV
Claro TV é uma operadora de televisão por assinatura via satélite pertencente a mexicana América Móvil. Foi lançada em março de 2008 a partir da compra da Ecutel, implementando assim a Claro TV no Equador, Chile, Paraguai e no Peru. Além desses países, a empresa atua no Brasil, Colômbia, Costa Rica, Guatemala, Panamá, Honduras, El Salvador, Nicarágua, República Dominicana e Porto Rico. Conta com sete canais próprios: Canal Vallenato, Claro Sports Colombia e Radiola (somente para a Colômbia), Canal Claro, Claro Sports, Día TV e K Music (para Colômbia e outros países da America Latina onde a Claro TV opera). A Telmex no México oferece este serviço de televisão paga somente pela internet, usando a tecnologia denominada de IPTV.
No Chile, Colômbia, Equador e Peru, a Claro TV está disponível através de satélite e recentemente via cabo no Peru, sob a marca "Claro TV Sat".
O setor de televisão foi fundamental para a sobrevida da Claro já que a empresa perdeu clientes para a concorrência do mesmo setor com pacotes mais acessíveis.

## Cobertura

### Chile
Em 2007 o grupo comprou a empresa ZAP TV, no final do mesmo ano a empresa obtinha 67 mil clientes, representando 6% do mercado de televisão paga no país. Com isso, a empresa inicia uma estratégia comercial agressiva com o objetivo de implantar a rede de HFC (Hybrid Fiber Coax) mais moderna e larga do país e em todo território, tornando fornecedoras de duas plataformas de: Satélite DTH e HFC. Com a nova implementação no país em maio de 2008 a Telmex começou a oferecer por meio da sua rede HFC, serviços de televisão por assinatura, telefonia e banda larga. Esta estratégia trouxe retornos significantes em termos de números de clientes e participação no mercado. No início de 2009 a empresa oferece a Telmex TV Prepago (Pré-pago), com uma programação que incluía 23 canais na sua programação. Atualmente o canal oferece 34 canais e 10 de música.
Canais exclusivos da Claro TV no Chile
- Bang TV (DTH e HFC)
- ZAZ (HFC)
- Cine Latino (HFC)
- Multipremier (HFC)
- Día TV (DTH)

### Colômbia
Também se espera que esteja disponível na Colômbia como TV básica com o retorno da HTV e novos canais.

### Brasil
Lançada como Via Embratel em 16 de dezembro de 2008, foi absorvida pela Claro em 1 de março de 2012 juntamente com o Embratel Livre (este se tornando Claro Fixo). Na transição das marcas o mexicano Carlos Slim injetou R$ 13 milhões de reais em todo o Brasil. Na mudança as antenas serão mantidas nas cores brancas e cinzas e apenas a logomarca "Claro" em vermelho.
O site vazou na internet antes mesmo de seu lançamento exibindo o mesmo layout trocando apenas as cores e o logotipo.

### Equador
Com a compra da Ecutel em março de 2008, uma operadora de internet e telefone sem fio com aproximadamente 5.000 clientes em todo o país. Após cinco meses da compra a empresa adota o nome "Telmex" para qual se agrega seus serviços de distribuição de televisão digital com o nome de Telmex TV, atualmente chamado de Claro TV.
Hoje a Claro TV possui uma grande variedade de canais contendo 120 canais internacionais, 14 regionais, 13 canais PPV (Pay-per-view), 3 canais adultos e 50 canais de áudio.

### Peru
Cabo Express foi uma empresa peruana de televisão a cabo fundada e operada por Boga Comunicaciones. A empresa também oferece internet banda larga (cable modem).
No primeiro trimestre de 2007 a Telmex Perú anunciou a compra da Boga Comunicaciones, que marca a entrada da Telmex nos negócios de TV paga do país. Em agosto do mesmo ano a Telmex anunciou a compra da Virtecom, estendendo a sua cobertura no país há vários municípios. Pouco depois as duas redes se uniram formando a Telmex TV. Em maio de 2008 a Telmex TV comercializou seu novo serviço de satélite a nível nacional o Telmex TV sat. Desde 1 de outubro de 2010 a Telmex Perú anunciou a fusão com a America Movil Peru, agora tornando o serviço de TV por assinatura de Claro TV.

### Panamá
No Panamá a Claro Panamá lançou em 28 de janeiro de 2011 a Claro TV permanecendo seu produto, sendo o segundo fornecedor de televisão por satélite país com uma oferta de canais relativamente barata e fornecendo canais "premium" como HBO, Movie City, contendo 32 canais básicos excluindo os canais premium.

### Paraguai
Em 11 de junho de 2011 com o lançamento da Claro TV o serviço atinge cerca de 1.500 pessoas que já haviam pedido o serviço semanas antes de seu lançamento. No país a Claro é a primeira empresa de telefonia a entrar no ramo de televisão fornecendo o aparelho gratuito.
A empresa prestará os serviços de televisão por assinatura em todo território paraguaio com uma grade de 36 canais básicos. O serviço será prestado em DTH (Direct to Home), permitindo aos usuários um serviço de TV de alta qualidade a um preço acessível.